# Duits voetbalkampioenschap 1905/06
1905/06 was het vierde Duitse voetbalkampioenschap ingericht door de DFB. Vanaf dit jaar moesten de wedstrijden op neutraal terrein gespeeld worden als een van beide teams dit verlangde. Vaak werd er wel op een terrein in dezelfde stad van een andere club gespeeld.
Onder druk van de bond ontstonden er ook regionale bonden in Noord-Duitsland (Sleeswijk-Holstein, Hamburg, Bremen, Mecklenburg-Voor-Pommeren en Nedersaksen, behalve Zuid-Nedersaksen en de omgeving van Osnabrück) en Zuidoost-Duitsland (Silezië). Enkel in het noordoosten van het Rijk (Pommeren, Oost- en West-Pruisen) waren er nog geen regionale bonden. Hier zou het nog twee jaar duren vooraleer er een deelnemer kwam. Kampioenen van plaatselijke bonden mochten niet deelnemen.
In Berlijn waren er twee rivaliserende bonden, VBB en MFB. Omdat ze beiden sterk waren, mochten ze allebei deelnemen en omdat ook de titelverdediger mocht deelnemen namen er drie teams uit Berlijn deel aan de eindronde.

## Deelnemers aan de eindronde
| Club                        | Gekwalificeerd als              |
| --------------------------- | ------------------------------- |
| SC Schlesien Breslau        | Kampioen van Breslau            |
| Berliner FC Hertha 92       | Kampioen van Berlijn            |
| Berliner FC Norden-Nordwest | Kampioen van Markse voetbalbond |
| Berliner TuFC Union 92      | Titelverdediger                 |
| VfB Leipzig                 | Kampioen van Midden-Duitsland   |
| FC Victoria Hamburg         | Kampioen van Hamburg-Altona     |
| Cölner FC 1899              | Kampioen van Rijnland-Westfalen |
| 1. FC Pforzheim             | Kampioen van Zuid-Duitsland     |

## Eindronde

### Kwartfinale
| Datum         | Teams                | Teams | Teams                       | Uitslag             | Stadion                    |
| 22 april 1906 | VfB Leipzig          | –     | Berliner FC Norden-Nordwest | 9:1 (4:0)           | Leipzig, Wacker-Platz      |
| 29 april 1906 | FC Victoria Hamburg  | –     | Berliner TuFC Union 92      | 1:3 (0:1)           | Altona, Platz des AFC 93   |
| 29 april 1906 | SC Schlesien Breslau | –     | Berliner FC Hertha 92       | 1:7                 | Dresden                    |
| 6 mei 1906    | 1. FC Pforzheim      | –     | Cölner FC 1899              | 4:2 n.v. (1:2, 2:2) | Mannheim, Platz des MFG 96 |

Berliner FC Norden-Nordwest had geen kans tegen VfB Leipzig, dat in het stadion van rivaal Wacker speelde. Na tien minuten scoorde Edgar Blüher, die na twee jaar bij Dresdner SC terug bij Leipzig speelde. Blüher scoorde hierna nog drie keer en ook Heinrich Riso, Adalbert Friedrich, beiden twee keer, en Martin Laessig scoorden nog. Bij 7-0 stand maakte Norden-Nordwest nog een goal, die deze maakte is niet meer bekend.
Victoria Hamburg verloor in het naburige Altona van Union 1892. De sterke spitsen Adolf Gehrts en Carl Weymar konden niet scoren tegen de Berlijnse doelman Paul Eichelmann en Union kwam in de eerste helft op voorsprong. Na de rust maakte Dietze gelijk, maar dankzij twee treffers van de gebroeders Jurga wonnen de hoofdstedelingen met 1-3.
De Breslauers uit Zuidoost-Duitsland, waar het voetbal nog niet zo ver stond als in Berlijn verloren met zware cijfers van BFC Hertha. De ruststand of wie gescoord heeft voor Hertha is niet meer bekend.
De laatste kwartfinale was tussen Pforzheim en Cölner FC 1899 met Peco Bauwens die later nog als scheidsrechter vele interlands zou fluiten en voorzitter van de DFB werd. Willi Raffenberg en Arthur Francken brachten de Keulenaren op voorsprong en Gustav Stöhr kon net voor de rust nog de aansluitingstreffer maken. Eén minuut na de rust scoorde Stöhr opnieuw, maar daarna werd er niet meer gescoord zodat er verlengingen kwamen. In de 100ste minuut maakte Hermann Schweickert een goal voor Pforzheim en vier minuten later maakte Stöhr zijn derde treffer. 

### Halve finale
| Datum       | Teams                  | Teams | Teams           | Uitslag   | Stadion                                |
| 6 mei 1906  | Berliner FC Hertha 92  | –     | VfB Leipzig     | 2:3 (2:3) | Berlin, Viktoria-Platz                 |
| 20 mei 1906 | Berliner TuFC Union 92 | –     | 1. FC Pforzheim | 0:4 (0:0) | Braunschweig, Platz des FuCC Eintracht |

BFC Hertha speelde op het veld van rivaal BTuFC Viktoria. Georg Steinbeck maakte in de 25ste minuut het eerste doelpunt voor Leipzig, maar amper twee minuten later maakte Alfred Lorenz vanop de stip de gelijkmaker. Reeds in de 31ste minuut bracht Blüher Leipzig weer op voorsprong, maar ook nu was de voorsprong geen lang leven beschoren. Richard Haupt bracht de stand een minuut later weer in evenwicht. Zes minuten later scoorde Blüher opnieuw en hierna werd er 50 minuten niet meer gescoord.
Titelverdediger Union speelde pas twee weken lateren verloor met duidelijke 0-4 cijfers. Tot aan de rust bleef het gelijk, maar na de rust scoorde Pforzheim vier keer, waarvan Gustav Maier en Gustav Stöhr een goal maakten, de andere twee doelpuntenmakers zijn niet meer bekend. 

### Finale
| Datum       | Teams       | Teams | Teams           | Uitslag   | Stadion                              |
| 27 mei 1906 | VfB Leipzig | –     | 1. FC Pforzheim | 2:1 (1:1) | Neurenberg, Platz an der Ziegelgasse |

Het was al de derde keer op vier jaar dat Leipzig de finale bereikte. Enkel in 1905 speelden ze geen finale, maar hadden ze zich vrijwillig teruggetrokken. Leipzig was al de dag voor de wedstrijd in Neurenberg gearriveerd. Pforzheim vertrok in de nacht voor de wedstrijd. Na de openingsgoal van Blüher in de 15de minuut maakte Stöhr de gelijkmaker in de 26ste minuut. Zowel Blüher als Riso misten een strafschop voor Riso de 2-1 eindscore binnen trapte.

## Topschutters

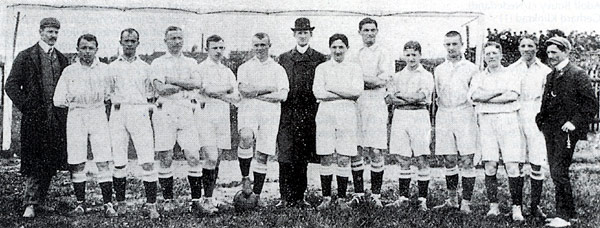
Kampioenenelftal VfB Leipzig

|    | Speler             | Club            | Goals                |
| -- | ------------------ | --------------- | -------------------- |
| 1. | Edgar Blüher       | VfL Leipzig     | 7 (in 3 wedstrijden) |
| 2. | Gustav Stöhr       | 1. FC Pforzheim | 5 (in 3 wedstrijden) |
| 3. | Heinrich Riso      | VfB Leipzig     | 3 (in 2 wedstrijden) |
| 4. | Adalbert Friedrich | VfB Leipzig     | 2 (in 3 wedstrijden) |